# تومي هيوز (لاعب كرة قاعدة)
تومي هيوز (بالإنجليزية: Tommy Hughes)‏ هو لاعب كرة قاعدة أمريكي، ولد في 7 أكتوبر 1919 في ويلكس بار في الولايات المتحدة، وتوفي بنفس المكان في 28 نوفمبر 1990.

## وصلات خارجية
- تومي هيوز على موقع دوري كرة القاعدة الرئيسي (الإنجليزية)
- تومي هيوز على موقعبيزبول رفرنس.كوم (الدوري الرئيسي) (الإنجليزية)
- تومي هيوز على موقعبيزبول رفرنس.كوم (الدوري الثانوي) (الإنجليزية)